# Geirröd
Geirröd, segundo a mitologia nórdica, é um gigante, pai das gigantes Gjálp e Greip.
Segundo o poema Þórsdrápa também preservado no Skáldskaparmál da Edda em prosa, um dia em quanto Loki voava em forma de gavião, foi aprisionado por Geirröd. Para ser libertado, o gigante impôs que Loki o ajudasse a atrair até ao seu castelo o seu inimigo Thor. Loki acordou e enquanto se dirigia para o castelo com Thor, pararam em casa da gigante Gríðr.
Gríðr ajuda Thor, prevenindo-o de que o gigante é traiçoeiro e dando-lhe uns presentes mágicos que lhe salvam a vida: uma vara mágica (gríðarvölr), umas luvas de ferro (járngreipr) e um cinto de força (megingjord).
O gigante e as suas duas filhas, são mortos por Thor.